# Denis Lefebvre
Denis Lefebvre (Arras, 1953) è un giornalista e scrittore francese.

## Biografia
Giornalista professionista, Denis Lefebvre è caporedattore delle pubblicazioni dell'OURS e direttore della rivista Histoire(s) socialiste(s). Dal 1996 presiede il Centro Guy Mollet (associazione creata nel 1976) e dal 1992 è segretario generale dell'Office universitaire de recherche socialiste1 (OURS, fondato nel 1969 da Guy Mollet).
Nel 2003 ha fondato la collana L'Encyclopédie du socialisme di cui è direttore editoriale. Da allora, questa collana ha pubblicato circa quaranta opere di vario genere: biografie, saggi contemporanei e storici, raccolte di testi selezionati, ecc. Collabora a numerose pubblicazioni (Gavroche, Communes de France, Historia, La Chaîne d'union, Humanisme, L'Idée libre, la rivista Franc-maçonnerie magazine, ecc.) in cui cura rubriche letterarie e saggi storici.
I suoi libri, articoli e conferenze, così come la sua partecipazione a programmi radiofonici e film documentari, coprono tre campi principali: la storia del socialismo, la storia della massoneria e la storia contemporanea in generale.
Dal 1983 al 1995 è stato consigliere comunale a Bondy, nella squadra guidata dall'allora sindaco, il socialista Claude Fuzier.

## Pubblicazioni
- Guy Mollet: le mal-aimé, Paris, Plon, 1992,  p. 563, ISBN 2-259-02465-3..
- Le Socialisme et les colonies. Le cas des Antilles, éd. Bruno Leprince, 1994.
- Marcel Sembat, socialiste et franc-maçon, éd. Bruno Leprince, 1995.
- L'Affaire de Suez, éd. Bruno Leprince, 1996. Ouvrage publié en Hongrie en 1999 par les éditions Osiris könyvtar, Budapest, sous le titre : A szuezi ügy.
- 19 décembre 1947 : Force ouvrière, éd. Bruno Leprince, 1997.
- André Lebey, intellectuel et franc-maçon sous la IIIe République, Éditions maçonniques de France, collection « Encyclopédie maçonnique », 1999.
- Socialisme et franc-maçonnerie. Le tournant du siècle (1880-1920), Bruno Leprince Éditeur, 2000.
- Guy Mollet face à la torture en Algérie, 1956-1957, Paris, Bruno Leprince, 2001,  p. 125, ISBN 2-909634-38-8..
- Marcel Sembat, Le socialisme maçonnique d'avant 1914, Éditions maçonniques de France, collection « Encyclopédie maçonnique », 2001.
- Claude Fuzier, un socialiste de l'ombre, L'Encyclopédie du socialisme, 2004.
- Fred Zeller, des trois flèches aux trois points, Bruno Leprince, 2004.
- Les socialistes et l'Europe, de la Résistance aux traités de Rome, L'Encyclopédie du socialisme, 2007.
- 1969 et la rénovation socialiste, Mémoire(s) du socialisme, 2009.
- Les secrets de l'expédition de Suez, 1956, Paris, Perrin, 2010, ISBN 978-2-262-03326-2..
- Guy Mollet socialiste dans le Pas-de-Calais, 1925-1975, L'Encyclopédie du socialisme, 2015[1].
- Arthur Groussier, le franc-maçon réformiste, CONFORM, 2016.
- Marcel Sembat, Franc-maçonnerie, art et socialisme à la Belle Époque, Dervy, 2017.
- Fred Zeller, franc-maçon, artiste peintre et militant au XXe siècle, Conform édition, 2018.
- Les secrets de l'expédition de Suez 1956, Éditions du CNRS, collection « Biblis », 2019.
- Henri La Fontaine, franc-maçon, Éditions de la Fondation Henri La Fontaine, Bruxelles, 2019.
- Communisme et franc-maçonnerie, ou la 22e condition..., Conform édition, 2020[2].
- Le Boulonnais, destination impériale. L'aventure du camp de Boulogne, Ville de Boulogne-sur-Mer, 2020[3].
- La Franc-maçonnerie et le front populaire, Encyclopédie du socialisme.

### Pubblicazioni di testi selezionati
- Ampi estratti del diario (Les Cahiers noirs) di Marcel Sembat (1862-1922), politico francese, deputato socialista a Parigi, ministro e massone. Questi testi sono stati pubblicati tra il 1983 e il 1985 (sei Cahiers de l'OURS).
- Textes choisis de Guy Mollet, Le socialiste et le républicain, 1945-1975, Bruno Leprince Éditeur, 1995.
- Marcel Sembat. Textes choisis, Éditions maçonniques de France, 2003, 2003.
- Léon Blum. Textes choisis. 1919-1920. 1919-1920, L'Encyclopédie du socialisme, 2003

### In collaborazione
- Avec Rémi Lefebvre, 1936, Mémoires du Front populaire, OURS - Bruno Leprince Éditeur, 1997.
- Avec Alya Aglan, Christian Pineau, de Buchenwald aux traités de Rome, Bruno Leprince Éditeur, 2004.
- Avec Jean-Marc Binot et Pierre Serne, 100 ans. 100 socialistes, Bruno Leprince, 2005.
- Avec Alain Bergounioux, Le socialisme pour les nuls (First, 2008).
- Avec Yann Lasnier, 60 ans. Mémoires d’avenir, Bruno Leprince Éditions, 2010.
- Avec Vincent Duclert, Bernard Poignant et Dominique Villemot, participation à l'ouvrage de François Hollande, Le rêve français. Discours et entretien (2009-2011), Privat, 2011.
- Avec Tibéry et Jean-Pierre Pécau, L'Or de France (tome 1, « La croisière de l’Emile Bertin » et tome 2, « 12 milliards sous les Tropiques »), Le Lombard, 2011 et 2012. Une édition de cette bande dessinée en un seul volume a été publiée chez le même éditeur en 2018, avec un dossier historique de 14 pages en fin d'album.
- Avec Jean-Louis Cottigny, Et si nous prenions en main notre avenir… L'Europe, sa construction, son devenir…, L'Encyclopédie du socialisme, 2013.
- Avec Alain Bergounioux, L'histoire du socialisme, Parti socialiste, 2014
- Avec Jean-Pol Baras et Plantu, Quelle connerie la guerre ! Anthologie illustrée d'écrits sur la tolérance, le pacifisme et la fraternité universelle, Omnibus, 2016

## Premi e riconoscimenti
- Ufficiale dell'Ordine nazionale al merito. È stato promosso ufficiale con decreto del 14 novembre 2016[4]. È stato nominato cavaliere il 19 giugno 1999.